# Arsenura albopicta
Arsenura albopicta is een vlinder uit de onderfamilie Arsenurinae van de familie nachtpauwogen (Saturniidae).
De wetenschappelijke naam van de soort is voor het eerst geldig gepubliceerd door Heinrich Ernst Karl Jordan in 1922.